# Syndrome de Skeeter
 (août 2023).
Le syndrome de Skeeter est une réaction allergique sévère mais relativement rare causée par la piqûre d'un moustique (en), plus précisément par les polypeptides allergènes présents dans la salive des moustiques. Cette réaction se caractérise par une inflammation locale de la peau et est parfois accompagnée d'autres symptômes comme une fièvre légère, du prurit et des vomissements.
Bien qu'il ne soit pas inscrit dans la classification internationale des maladies, le terme a été introduit en 1999 dans la littérature scientifique par F. Estelle R. Simons et Zhikang Pen. Le terme « Skeeter » est de l'argot américain pour désigner les moustiques, d'où le nom « Skeeter syndrome » en anglais.
Il touche plus souvent les individus ayant une immunité diminuée ou n'ayant jamais été exposé à l'allergène indigène, à l'instar des enfants et des immigrants.

## Publications
- [Simons & Peng, 1999] F. Estelle R. Simons (d) et Zhikang Peng, « Skeeter syndrome », Journal of Allergy and Clinical Immunology,‎ septembre 1999 (PMID 10482852, DOI 10.1016/s0091-6749(99)70348-9.)
- [Juckett 2013] Gregory Juckett, « Arthropod bites », American family physician,‎ 15 décembre 2013 (PMID 24364549)
- [Vander Does & Labib & Yosipovitch 2022] Ashley Vander Does, Angelina Labib et Gil Yosipovitch, « Update on mosquito bite reaction: Itch and hypersensitivity, pathophysiology, prevention, and treatment », Frontiers in Immunology, vol. 13, no 1024559,‎ 21 septembre 2022 (PMID 36211437, PMCID PMC9532860, DOI 10.3389/fimmu.2022.1024559)